# Championnat d'Italie de rugby à XV 2009-2010
Navigation
Super 10 2008-2009 Eccellenza 2010-2011
Le Championnat d'Italie de rugby à XV 2009-2010 oppose les dix meilleures équipes italiennes de rugby à XV. Le championnat débute en 2009 et se termine le 29 mai 2010. Les équipes y participent sous la forme d'un championnat unique en matchs aller-retour. Les quatre premiers sont qualifiés pour les demi-finales et le dernier est relégué.
Le Benetton Trévise bat en finale Viadana sur le score de 16 à 12 et remporte son 15e titre. Le match se déroule au Stadio Plebiscito à Padoue devant 5 000 spectateurs.

## Liste des équipes en compétition
Le club de I Cavalieri, vainqueur de la deuxième division, est promu et remplace le Calvisano relégué au deuxième échelon au profit de Gran Parma SKG qui est donc repêché. L'Aquila monte à l'échelon supérieur en raison du renoncement de l'Unione R. Capitolina. Les dix équipes participant à la compétition sont :
| Prato Venise Trévise Parme Padoue Rome Rovigo Viadana L'Aquila |

| Équipe            | Stade                     | Capacité | Ville    |
| ----------------- | ------------------------- | -------- | -------- |
| I Cavalieri Prato | Stade Enrico-Chersoni     | 2 500    | Prato    |
| Venise Mestre     | Centro Sportivo Comunale  |          | Venise   |
| Benetton Trévise  | Stadio Comunale di Monigo | 6 700    | Trévise  |
| Rugby Rome        | Stadio Tre Fontane        | 4 000    | Rome     |
| Gran Parma SKG    | Stade Sergio-Lanfranchi   | 3 600    | Parme    |
| Parma Overmach    | Stade Sergio-Lanfranchi   | 3 600    | Parme    |
| Petrarca Padoue   | Stadio Plebiscito         | 9 600    | Padoue   |
| L'Aquila          | Stade Tommaso-Fattori     | 9 200    | L'Aquila |
| Rovigo            | Stade Mario-Battaglini    | 10 000   | Rovigo   |
| Viadana           | Stade Luigi-Zaffanella    | 6 000    | Viadana  |

## Résultats

### Phase régulière
| Rang | Club                 | J  | V  | N | D  | Bo | Bd | Pm  | Pe  | Diff | Pts |
| ---- | -------------------- | -- | -- | - | -- | -- | -- | --- | --- | ---- | --- |
| 1    | Benetton Trévise (T) | 18 | 13 | 0 | 5  | 15 | 0  | 568 | 274 | +294 | 67  |
| 2    | Rugby Rovigo         | 18 | 12 | 2 | 4  | 9  | 0  | 402 | 319 | +83  | 61  |
| 3    | Rugby Viadana        | 18 | 13 | 0 | 5  | 9  | 0  | 430 | 276 | +154 | 61  |
| 4    | Petrarca Padoue      | 18 | 9  | 0 | 9  | 10 | 0  | 391 | 359 | +32  | 46  |
| 5    | Cavalieri Prato (P)  | 18 | 10 | 0 | 8  | 8  | 0  | 394 | 344 | +50  | 44  |
| 6    | Rugby Parma          | 18 | 8  | 0 | 10 | 10 | 0  | 355 | 380 | -25  | 42  |
| 7    | Rugby Rome           | 18 | 7  | 1 | 10 | 5  | 0  | 339 | 399 | -60  | 35  |
| 8    | L'Aquila Rugby       | 18 | 7  | 0 | 11 | 4  | 0  | 334 | 452 | -118 | 32  |
| 9    | SKG Gran Parma       | 18 | 5  | 1 | 12 | 3  | 0  | 280 | 462 | -182 | 25  |
| 10   | Venise Mestre        | 18 | 3  | 2 | 13 | 6  | 0  | 302 | 530 | -228 | 22  |

|  | Qualifié la coupe d'Europe 2010-2011 et pour les demi-finales (no 1)                   |
|  | Qualifiés pour le Challenge européen 2010-2011 et les demi-finales (no 2, no 3, no 4). |
|  | Qualifiés pour le Challenge européen 2010-2011 (no 5, no 6)                            |
|  | Relégué (no 10)                                                                        |
|  | T : tenant du titre 2009 ; P : promu 2009                                              |

Attribution des points : victoire : 4, match nul : 2, défaite : 0, ; plus les bonus (offensif : 4 essais marqués ; défensif : défaite par 7 points d'écart ou moins).

### Phase finale

#### Tableau
|  | Demi-finales     | Demi-finales |                  |          | Finale                                   | Finale                                   |
|  | Demi-finales     | Demi-finales |                  |          | Finale                                   | Finale                                   |
|  |                  |              |                  |          |                                          |                                          |
|  | 2010             | 2010         |                  |          | 29 mai 2010 au Stadio Plebiscito, Padoue | 29 mai 2010 au Stadio Plebiscito, Padoue |
|  | 2010             | 2010         |                  |          | 29 mai 2010 au Stadio Plebiscito, Padoue | 29 mai 2010 au Stadio Plebiscito, Padoue |
|  | Benetton Trévise | 28 \| 54     |                  |          | 29 mai 2010 au Stadio Plebiscito, Padoue | 29 mai 2010 au Stadio Plebiscito, Padoue |
|  | Benetton Trévise | 28 \| 54     |                  |          | 29 mai 2010 au Stadio Plebiscito, Padoue | 29 mai 2010 au Stadio Plebiscito, Padoue |
|  | Petrarca Padoue  | 16 \| 10     |                  |          | 29 mai 2010 au Stadio Plebiscito, Padoue | 29 mai 2010 au Stadio Plebiscito, Padoue |
|  | Petrarca Padoue  | 16 \| 10     | Benetton Trévise | 16       |                                          |                                          |
|  | 2010             |              | Benetton Trévise | 16       |                                          |                                          |
|  |                  | Viadana      | 12               |          |                                          |                                          |
|  | Viadana          | Viadana      | 12               | 25 \| 18 |                                          |                                          |
|  | Viadana          |              |                  | 25 \| 18 |                                          |                                          |
|  | Rovigo           | 16 \| 22     |                  |          |                                          |                                          |
|  | Rovigo           | 16 \| 22     |                  |          |                                          |                                          |

#### Finale
| 29 mai 2010 | Benetton Trévise | 16 – 12 | Viadana | Stadio Plebiscito, Padoue 5 000 spectateurs Arbitre : A. Falzone |
| 29 mai 2010 |                  |         |         | Stadio Plebiscito, Padoue 5 000 spectateurs Arbitre : A. Falzone |
| 29 mai 2010 |                  |         |         | Stadio Plebiscito, Padoue 5 000 spectateurs Arbitre : A. Falzone |

## Vainqueur
| Entraîneur | Entraîneur             | Franco Smith                                                                           |
| Avants     | Pilier                 | Intoppa, Sbaraglini                                                                    |
| Avants     | Talonneur              | Salvatore Costanzo, Leonardo Ghiraldini, Muccignat                                     |
| Avants     | Deuxième ligne         | Garcia, Sutto, Waters                                                                  |
| Avants     | Troisième ligne aile   | Benvenuti, A. Ceccato, Andrea Marcato                                                  |
| Avants     | Troisième ligne centre | S. Bortolussi, Alessandro Zanni                                                        |
| Arrières   | Demi de mêlée          | E. Ceccato I, Fabio Semenzato, De Jager                                                |
| Arrières   | Demi d'ouverture       | Picone                                                                                 |
| Arrières   | Centre                 | Cittadini, Di Santo, Fernandez-Rouyet, Orlando                                         |
| Arrières   | Ailier                 | Allori, Robert Barbieri, Filippucci, Galon, Luke McLean, Mulieri, Vermaak, Vidal, Vilk |
| Arrières   | Arrière                | Botes, Goosen, Rizzo, Alberto Sgarbi, Van Zyl, Williams                                |